# Erica macroloma
Erica macroloma är en ljungväxtart som beskrevs av George Bentham. Erica macroloma ingår i släktet klockljungssläktet, och familjen ljungväxter. Inga underarter finns listade i Catalogue of Life.